# Lidia Semenova
Lidia Kostiantynivna Semenova (Kiev, 22 de novembro de 1951 – 4 de julho de 2025) foi uma jogadora de xadrez da Ucrânia com participação nas Olimpíadas de xadrez de 1984 e 1992. Lidia competiu pela União Soviética em 1984 conquistando a medalha de ouro por performance, individual e por equipes. Em 1992, já competindo pela Ucrânia, conquistou a medalha de prata por equipes.

## Biografia
Em 1978, Semenova venceu o Campeonato Soviético de Xadrez Feminino. Em 1981, ela empatou em 1º-4º em Leningrado (zonal). Em 1982, ela ficou em 2º lugar em Bad Kissingen (interzonal; Nona Gaprindashvili venceu). Em 1983, ela venceu Margareta Muresan por 51/2–41/2 em Bad Kissingen (partida das quartas de final) e venceu Nana Ioseliani por 51/2–41/2 em Sochi (partida semifinal). Em 1984, Semenova perdeu em sua candidatura ao Campeonato Mundial Feminino para Irina Levitina por 5–7 em Sochi (partida final).
Semenova ganhou três medalhas de ouro na Olimpíada Feminina de Xadrez em Thessaloniki 1984 (equipe, individual no tabuleiro quatro e desempenho de classificação).
Em 1986, ela empatou em 4º a 5º lugares no Torneio de Candidatas Femininas em Malmö, vencido por Elena Akhmilovskaya. Em 1987, ela empatou em 3º-4º em Tuzla (interzonal; Nana Ioseliani venceu) e perdeu uma partida de play-off para Agnieszka Brustman por 1–4. Ela empatou em 12-18º em Jacarta 1993 (interzonal; Ketevan Arakhamia venceu) e 10-16º em Kishinev 1995 (interzonal; Arakhamia venceu).
Semenova foi premiada com o título de Grande Mestre Feminina pela FIDE em 1982.

Semenova morreu em 4 de julho de 2025, aos 73 anos.